# Relation période-luminosité

Corrélation période-luminosité pour un ensemble de céphéides

En astronomie, la relation période-luminosité, aussi connue sous le nom de loi de Leavitt, est une relation établissant un lien de proportionnalité entre la période de pulsation d'une étoile variable pulsante (autrement dit, la période d'expansion et de contraction de ses couches externes) et sa magnitude absolue. La luminosité intrinsèque des céphéides classiques croît ainsi avec leur période de pulsation (en).
C'est un outil très précieux dans la mesure des distances en astronomie car il permet, en comparant la magnitude apparente d'une céphéide avec sa magnitude absolue calculée à partir de sa période lumineuse, de déterminer son module de distance et donc son éloignement par rapport à la Terre.

## Histoire
Cette relation a été découverte en 1908 par Henrietta Swan Leavitt en étudiant des milliers d'étoiles variables dans les Nuages de Magellan.
En 1929, Edwin Hubble utilise la relation période-luminosité pour déterminer la distance de la galaxie d'Andromède et ainsi démontrer qu'elle est située hors de la Voie lactée. 
Dès lors que la relation entre la période et la luminosité des céphéides est correctement calibrée, il devient possible de l'utiliser pour mesurer la distance de toutes les céphéides classiques identifiées.

## Calibration de la relation
Calibrer la relation période-luminosité est une tâche malaisée qui a été entreprise dès le début du XXe siècle, à commencer par l'astronome danois Ejnar Hertzsprung. Elle a été établie de façon plus assurée en 2007 par Benedict et al. en mesurant les parallaxes précises de dix céphéides classiques à l'aide du télescope spatial Hubble. La distance de la céphéide RS Puppis a pu être déterminée à 1,4 % près à l'aide de l'écho lumineux sur la nébuleuse dans laquelle se trouve cette étoile, bien que cette dernière mesure ait été débattue dans la littérature.
La relation suivante entre la période lumineuse P mesurée en jours et la magnitude absolue moyenne Mv a été déterminée à partir de la mesure par le télescope spatial Hubble de la parallaxe de dix céphéides classiques, :
Mv = –(2,43 ± 0,12) × ( log10P – 1 ) – ( 4,04 ± 0,02 ).
Plusieurs relations ont été publiées pour calculer la distance d (en parsecs) d'une céphéide classique exprimée en parsecs à partir de sa période P et de sa magnitude apparente Ic dans le Johnson-Cousins infrarouge et V en lumière visible :
5 × log10d = V + 3,34 × log10P – 2,45 × ( V – Ic ) + 7,52,
5 × log10d = V + 3,37 × log10P – 2,55 × ( V – Ic ) + 7,48.

## Utilisation
C'est un outil très précieux dans la mesure des distances en astronomie car il permet, en comparant la magnitude apparente d'une céphéide avec sa magnitude absolue calculée à partir de sa période lumineuse, de déterminer son module de distance et donc son éloignement par rapport à la Terre.
La calibration de l'échelle de distance grâce à la relation Période-Luminosité est importante pour de nombreux travaux cosmologiques. C'est notamment le cas pour la détermination de la constante de Hubble {\displaystyle H_{0}}.